# Llista d'espècies de gnafòsids (T-Z)
Llista d'espècies de gnafòsids, per ordre alfabètic de la lletra T a la Z, amb totes les espècies descrites fins al 20 de novembre de 2006.
- Per a les llistes d'espècies amb les altres lletres de l'alfabet, aneu a l'article principal, Llista d'espècies de gnafòsids.
- Per a la llista completa de tots els gèneres vegeu l'article Llista de gèneres de gnafòsids.

## Gèneres i espècies

### Taieria
Taieria Forster, 1979
- Taieria elongata Forster, 1979 (Nova Zelanda)
- Taieria erebus (L. Koch, 1873) (Nova Zelanda)
- Taieria kaituna Forster, 1979 (Nova Zelanda)
- Taieria miranda Forster, 1979 (Nova Zelanda)
- Taieria obtEUA Forster, 1979 (Nova Zelanda)
- Taieria titirangia Ovtsharenko, Fedoryak & Zakharov, 2006 (Nova Zelanda)

### Talanites
Talanites Simon, 1893
- Talanites atscharicus Mcheidze, 1946 (Geòrgia, Kazakhstan)
- Talanites captiosus (Gertsch & Davis, 1936) (EUA, Mèxic)
- Talanites cavernicola Thorell, 1897 (Myanmar)
- Talanites dunini Platnick & Ovtsharenko, 1991 (Àsia central)
- Talanites echinus (Chamberlin, 1922) (EUA)
- Talanites exlineae (Platnick & Shadab, 1976) (EUA)
- Talanites fagei Spassky, 1938 (Rússia, Àsia central)
- Talanites fervidus Simon, 1893 (Egipte, Israel)
- Talanites mikhailovi Platnick &;; Ovtsharenko, 1991 (Kazakhstan)
- Talanites moodyae Platnick & Ovtsharenko, 1991 (EUA)
- Talanites ornatus (O. P.-Cambridge, 1874) (Egipte)
- Talanites santschii Dalmas, 1918 (Tunísia)
- Talanites strandi Spassky, 1940 (Ucraïna, Kazakhstan)
- Talanites tibialis Caporiacco, 1934 (Índia, Pakistan)
- Talanites ubicki Platnick & Ovtsharenko, 1991 (EUA)

### Titus
Titus O. P.-Cambridge, 1901
- Titus lugens O. P.-Cambridge, 1901 (Zimbabwe)

### Trachyzelotes
Trachyzelotes Lohmander, 1944
- Trachyzelotes adriaticus (Caporiacco, 1951) (Itàlia fins a la Xina)
- Trachyzelotes baiyuensis Xu, 1991 (Xina)
- Trachyzelotes barbatus (L. Koch, 1866) (Mediterrani fins a l'Àsia central, EUA)
- Trachyzelotes bardiae (Caporiacco, 1928) (Mediterrani)
- Trachyzelotes chybyndensis Tuneva & Esyunin, 2002 (Rússia)
- Trachyzelotes fuscipes (L. Koch, 1866) (Mediterrani, Xina)
- Trachyzelotes glossus (Strand, 1915) (Israel)
- Trachyzelotes holosericeus (Simon, 1878) (Mediterrani Occidental)
- Trachyzelotes huberti Platnick & Murphy, 1984 (Algèria, Itàlia)
- Trachyzelotes jaxartensis (Kroneberg, 1875) (Holàrtic, Senegal, Sud-àfrica, Hawaii)
- Trachyzelotes kulczynskii (Bösenberg, 1902) (Macedònia, Japó, Caribbean, Colòmbia, Samoa)
- Trachyzelotes lyonneti (Audouin, 1826) (Mediterrani fins a l'Àsia central, EUA, Brasil, Perú)
- Trachyzelotes malkini Platnick & Murphy, 1984 (Creta, Turquia, Ucraïna)
- Trachyzelotes mutabilis (Simon, 1878) (Mediterrani)
- Trachyzelotes pedestris (C. L. Koch, 1837) (Europa fins a Azerbaijan)
- Trachyzelotes ravidus (L. Koch, 1875) (Etiòpia)
- Trachyzelotes zagistus (Ponomarev, 1981) (Rússia)

### Trephopoda
Trephopoda Tucker, 1923
- Trephopoda hanoveria Tucker, 1923 (Sud-àfrica)

### Trichothyse
Trichothyse Tucker, 1923
- Trichothyse fontensis Lawrence, 1928 (Namíbia)
- Trichothyse hortensis Tucker, 1923 (Sud-àfrica)
- Trichothyse subtropica Lawrence, 1927 (Namíbia)

### Tuvadrassus
Tuvadrassus Marusik & Logunov, 1995
- Tuvadrassus tegulatus (Schenkel, 1963) (Rússia, Xina)

### Upognampa
Upognampa Tucker, 1923
- Upognampa aplanita Tucker, 1923 (Sud-àfrica)
- Upognampa biamenta Tucker, 1923 (Sud-àfrica)
- Upognampa ctenipalpis Lawrence, 1927 (Namíbia)
- Upognampa kannemeyeri Tucker, 1923 (Sud-àfrica)
- Upognampa lineatipes (Purcell, 1908) (Sud-àfrica)
- Upognampa parvipalpa Tucker, 1923 (Sud-àfrica)

### Urozelotes
Urozelotes Mello-Leitão, 1938
- Urozelotes mysticus Platnick & Murphy, 1984 (Itàlia)
- Urozelotes rusticus (L. Koch, 1872) (Cosmopolita)
- Urozelotes trifidus Tuneva, 2003 (Rússia)
- Urozelotes yutian (Platnick & Song, 1986) (Rússia, Kazakhstan, Xina)

### Vectius
Vectius Simon, 1897
- Vectius niger (Simon, 1880) (Brasil, Paraguai, Argentina)

### Xenoplectus
Xenoplectus Schiapelli & Gerschman, 1958
- Xenoplectus armatus Schiapelli & Gerschman, 1958 (Argentina)

### Xerophaeus
Xerophaeus Purcell, 1907
- Xerophaeus ahenus Purcell, 1908 (Sud-àfrica)
- Xerophaeus anthropoides Hewitt, 1916 (Sud-àfrica)
- Xerophaeus appendiculatus Purcell, 1907 (Sud-àfrica)
- Xerophaeus aridus Purcell, 1907 (Sud-àfrica)
- Xerophaeus aurariarum Purcell, 1907 (Sud-àfrica)
- Xerophaeus bicavus Tucker, 1923 (Sud-àfrica)
- Xerophaeus biplagiatus Tullgren, 1910 (Àfrica Oriental)
- Xerophaeus capensis Purcell, 1907 (Sud-àfrica)
- Xerophaeus communis Purcell, 1907 (Sud-àfrica)
- Xerophaeus coruscus (L. Koch, 1875) (Etiòpia, Àfrica Oriental, Iemen)
  - Xerophaeus coruscus kibonotensis Tullgren, 1910 (Est, Sud-àfrica)
- Xerophaeus crusculus Tucker, 1923 (Sud-àfrica)
- Xerophaeus crustosus Purcell, 1907 (Sud-àfrica)
- Xerophaeus druryi Tucker, 1923 (Sud-àfrica)
- Xerophaeus espoir Platnick, 1981 (Seychelles)
- Xerophaeus exiguus Purcell, 1907 (Sud-àfrica)
- Xerophaeus flammeus Tucker, 1923 (Sud-àfrica)
- Xerophaeus flavescens Purcell, 1907 (Sud-àfrica)
- Xerophaeus hottentottus Purcell, 1908 (Sud-àfrica)
- Xerophaeus kiwuensis Strand, 1913 (Central Àfrica)
- Xerophaeus lightfooti Purcell, 1907 (Sud-àfrica)
- Xerophaeus longispinus Purcell, 1908 (Sud-àfrica)
- Xerophaeus lunulifer Purcell, 1907 (Sud-àfrica)
- Xerophaeus maritimus Lawrence, 1938 (Sud-àfrica)
- Xerophaeus matroosbergensis Tucker, 1923 (Sud-àfrica)
- Xerophaeus occiduus Tucker, 1923 (Sud-àfrica)
- Xerophaeus oceanicus Schmidt & Jocqué, 1983 (Réunion)
- Xerophaeus pallidus Tucker, 1923 (Sud-àfrica)
- Xerophaeus patricki Purcell, 1907 (Sud-àfrica)
- Xerophaeus perversus Purcell, 1923 (Sud-àfrica)
- Xerophaeus phaseolus Tucker, 1923 (Sud-àfrica)
- Xerophaeus robustus Lawrence, 1936 (Sud-àfrica)
- Xerophaeus rostratus Purcell, 1907 (Sud-àfrica)
- Xerophaeus ruandanus Strand, 1913 (Ruanda)
- Xerophaeus rubeus Tucker, 1923 (Sud-àfrica)
- Xerophaeus silvaticus Tucker, 1923 (Sud-àfrica)
- Xerophaeus spiralifer Purcell, 1907 (Sud-àfrica)
- Xerophaeus spoliator Purcell, 1907 (Sud-àfrica)
- Xerophaeus tenebrosus Tucker, 1923 (Sud-àfrica)
- Xerophaeus vickermani Tucker, 1923 (Sud-àfrica)
- Xerophaeus zuluensis Lawrence, 1938 (Sud-àfrica)

### Xizangia
Xizangia Song, Zhu & Zhang, 2004
- Xizangia linzhiensis (Hu, 2001) (Xina)
- Xizangia rigaze Song, Zhu & Zhang, 2004 (Xina)

### Zelominor
Zelominor Snazell & Murphy, 1997
- Zelominor algarvensis Snazell & Murphy, 1997 (Portugal)
- Zelominor algericus Snazell & Murphy, 1997 (Algèria)
- Zelominor malagensis Snazell & Murphy, 1997 (Espanya)

### Zelotes
Zelotes Gistel, 1848
- Zelotes abbajensis (Strand, 1906) (Etiòpia)
- Zelotes acapulcoanus Gertsch & Davis, 1940 (Mèxic)
- Zelotes aculeatus (Purcell, 1908) (Sud-àfrica)
- Zelotes aeneus (Simon, 1878) (Europa)
- Zelotes aerosus Charitonov, 1946 (Creta, Àsia central)
- Zelotes aiken Platnick & Shadab, 1983 (EUA)
- Zelotes albanicus (Hewitt, 1915) (Sud-àfrica)
- Zelotes albobivittatus (Strand, 1906) (Etiòpia)
- Zelotes albomaculatus (O. P.-Cambridge, 1901) (Sud-àfrica)
- Zelotes altissimus Hu, 1989 (Xina)
- Zelotes anchora Tucker, 1923 (Sud-àfrica)
- Zelotes anchoralis Denis, 1958 (Afganistan)
- Zelotes andreinii Reimoser, 1937 (Etiòpia)
- Zelotes anglo Gertsch & Riechert, 1976 (EUA, Mèxic)
- Zelotes anthereus Chamberlin, 1936 (EUA)
- Zelotes apricorum (L. Koch, 1876) (Europa fins a Kazakhstan)
- Zelotes argoliensis (C. L. Koch, 1839) (Grècia)
- Zelotes arnoldii Charitonov, 1946 (Àsia central)
- Zelotes ascensionis (Strand, 1909) (Illa Ascension)
- Zelotes ashae Tikader & Gajbe, 1976 (Índia)
- Zelotes Àsiaticus (Bösenberg & Strand, 1906) (Estern Àsia)
- Zelotes atlanticus (Simon, 1909) (Marroc)
- Zelotes atrocaeruleus (Simon, 1878) (Paleàrtic)
- Zelotes aurantiacus Miller, 1967 (Europa central fins a Rússia)
- Zelotes azsheganovae Esyunin & Efimik, 1992 (Rússia, Kazakhstan)
- Zelotes bajo Platnick & Shadab, 1983 (Mèxic)
- Zelotes baltistanus Caporiacco, 1934 (Rússia)
- Zelotes baltoroi Caporiacco, 1934 (Índia, Karakorum)
- Zelotes barbarus (Simon, 1885) (Marroc, Algèria, Tunísia)
- Zelotes barkol Platnick & Song, 1986 (Rússia, Xina)
- Zelotes bashaneus Levy, 1998 (Israel)
- Zelotes bastardi (Simon, 1896) (Madagascar)
- Zelotes beijianensis Hu & Wu, 1989 (Xina)
- Zelotes bernardi Marinaro, 1967 (Algèria)
- Zelotes berytensis (Simon, 1884) (Síria)
- Zelotes bharatae Gajbe, 2005 (Índia)
- Zelotes bicolor Hu & Wu, 1989 (Xina)
- Zelotes bifukaensis Kamura, 2000 (Japó)
- Zelotes bimaculatus (C. L. Koch, 1837) (Itàlia, Hongria, Grècia, Rússia)
- Zelotes bimammillatus (Caporiacco, 1941) (Etiòpia)
- Zelotes birmanicus (Simon, 1884) (Myanmar)
- Zelotes bokerensis Levy, 1998 (Israel)
- Zelotes bonneti Marinaro, 1967 (Algèria)
- Zelotes bozbalus Roewer, 1961 (Afganistan)
- Zelotes broomi (Purcell, 1907) (Sud-àfrica)
- Zelotes calactinus Di Franco, 1989 (Itàlia)
- Zelotes caldarius (Purcell, 1907) (Sud-àfrica)
- Zelotes callidus (Simon, 1878) (França)
- Zelotes cantonensis Platnick & Song, 1986 (Xina)
- Zelotes capiliae Barrion & Litsinger, 1995 (Filipines)
- Zelotes caprearum (Pavesi, 1875) (Itàlia)
- Zelotes capsula Tucker, 1923 (Sud-àfrica)
- Zelotes caracasanus (Simon, 1893) (Veneçuela)
- Zelotes catholicus Chamberlin, 1924 (Mèxic)
- Zelotes caucasius (L. Koch, 1866) (Europa fins a l'Àsia central)
- Zelotes cayucos Platnick & Shadab, 1983 (EUA)
- Zelotes chandosiensis Tikader & Gajbe, 1976 (Índia)
- Zelotes chotorus Roewer, 1961 (Afganistan)
- Zelotes choubeyi Tikader & Gajbe, 1979 (Índia)
- Zelotes cingarus (O. P.-Cambridge, 1874) (Corfú, Tajikistan)
- Zelotes civicus (Simon, 1878) (Europa)
- Zelotes clivicola (L. Koch, 1870) (Paleàrtic)
- Zelotes coeruleus (Holmberg, 1876) (Argentina)
- Zelotes comparilis (Simon, 1886) (Senegal)
- Zelotes cordiger (L. Koch, 1875) (Etiòpia)
- Zelotes creticus (Kulczyn'ski, 1903) (Creta)
- Zelotes criniger Denis, 1937 (Mediterrani)
- Zelotes cronwrighti (Purcell, 1907) (Sud-àfrica)
- Zelotes cruz Platnick & Shadab, 1983 (EUA)
- Zelotes cumensis Ponomarev, 1979 (Rússia)
- Zelotes cyanescens Simon, 1914 (França)
- Zelotes daidalus Chatzaki, 2003 (Creta)
- Zelotes dalotensis (Strand, 1906) (Àfrica Oriental)
- Zelotes davidi (Simon, 1884) (Líbia, Síria)
- Zelotes davidi Schenkel, 1963 (Xina, Corea, Japó)
- Zelotes demonaicus Lawrence, 1927 (Namíbia)
- Zelotes denapes Platnick, 1993 (Itàlia)
- Zelotes denisi Marinaro, 1967 (Mediterrani)
- Zelotes dentatidens Simon, 1914 (Espanya, França)
- Zelotes desioi Caporiacco, 1934 (Índia)
- Zelotes devotus Grimm, 1982 (Europa)
- Zelotes discens Chamberlin, 1922 (EUA)
- Zelotes distinctissimus Caporiacco, 1929 (Grècia)
- Zelotes donan Kamura, 1999 (Illes Ryukyu)
- Zelotes dorsiscutatus (Strand, 1906) (Etiòpia)
- Zelotes duplex Chamberlin, 1922 (EUA, Canadà)
- Zelotes egregius Simon, 1914 (França, Andorra, Itàlia, Sicília)
- Zelotes electus (C. L. Koch, 1839) (Europa fins a l'Àsia central)
- Zelotes elolensis Caporiacco, 1941 (Etiòpia)
- Zelotes erebeus (Thorell, 1871) (Europa fins a Geòrgia)
- Zelotes eremus Levy, 1998 (Israel)
- Zelotes ernsti (Simon, 1893) (Veneçuela)
- Zelotes erythrocephalus (Lucas, 1846) (Algèria)
- Zelotes eskovi Zhang & Song, 2001 (Xina)
- Zelotes exiguoides Platnick & Shadab, 1983 (EUA, Canadà)
- Zelotes exiguus (Müller & Schenkel, 1895) (Paleàrtic)
- Zelotes fagei Denis, 1955 (Niger, Egipte)
- Zelotes faisalabadensis Butt & Beg, 2004 (Pakistan)
- Zelotes fallax Tuneva & Esyunin, 2003 (Rússia)
- Zelotes femellus (L. Koch, 1866) (Europa Meridional)
- Zelotes flagellans (L. Koch, 1882) (Illes Balears)
- Zelotes flavens (L. Koch, 1873) (Oest d'Austràlia)
- Zelotes flavimanus (C. L. Koch, 1839) (Grècia)
- Zelotes flavitarsis (Purcell, 1908) (Sud-àfrica)
- Zelotes flexuosus Kamura, 1999 (Illes Ryukyu)
- Zelotes florodes Platnick & Shadab, 1983 (EUA)
- Zelotes foresta Platnick & Shadab, 1983 (EUA)
- Zelotes fratris Chamberlin, 1920 (Holàrtic)
- Zelotes frenchi Tucker, 1923 (Sud-àfrica)
- Zelotes fuligineus (Purcell, 1907) (Sud-àfrica)
- Zelotes fuliginoides (Hewitt, 1915) (Sud-àfrica)
- Zelotes fulvaster (Simon, 1878) (Còrsega)
- Zelotes fulvopilosus (Simon, 1878) (Espanya, França, Illes Balears)
- Zelotes funestus (Keyserling, 1887) (EUA)
- Zelotes fuscimanus (Kroneberg, 1875) (Uzbekistan)
- Zelotes fuscorufus (Simon, 1878) (Còrsega, Sardenya)
- Zelotes fuscotestaceus (Simon, 1878) (França, Marroc, Algèria)
- Zelotes fuscus (Thorell, 1875) (Ucraïna)
- Zelotes gabriel Platnick & Shadab, 1983 (EUA)
- Zelotes gallicus Simon, 1914 (Europa, Rússia)
- Zelotes galuni Levy, 1998 (Israel)
- Zelotes gattefossei Denis, 1952 (Marroc)
- Zelotes gertschi Platnick & Shadab, 1983 (EUA, Mèxic)
- Zelotes gladius Kamura, 1999 (Illes Ryukyu)
- Zelotes gooldi (Purcell, 1907) (Sud-àfrica)
- Zelotes gracilis (Canestrini, 1868) (Europa, Rússia)
- Zelotes graecus (L. Koch, 1867) (Grècia)
- Zelotes griswoldi Platnick & Shadab, 1983 (EUA)
- Zelotes grovus Platnick & Shadab, 1983 (EUA)
- Zelotes guineanus (Simon, 1907) (Guinea-Bissau)
- Zelotes gussakovskyi Charitonov, 1951 (Tajikistan)
- Zelotes gynethus Chamberlin, 1919 (EUA)
- Zelotes haplodrassoides (Denis, 1955) (Niger)
- Zelotes hardwar Platnick & Shadab, 1983 (Jamaica)
- Zelotes hayashii Kamura, 1987 (Japó)
- Zelotes helanshan Tang i cols., 1997 (Xina)
- Zelotes helsdingeni Zhang & Song, 2001 (Xina)
- Zelotes helvoloides Levy, 1998 (Israel)
- Zelotes helvolus (O. P.-Cambridge, 1872) (Israel)
- Zelotes hentzi Barrows, 1945 (EUA, Canadà)
- Zelotes hermani (Chyzer, 1897) (Europa central fins a Rússia)
- Zelotes hewitti Tucker, 1923 (Sud-àfrica)
- Zelotes hierosolymitanus Levy, 1998 (Israel)
- Zelotes hirtus (Thorell, 1875) (França)
- Zelotes holguin Alayón, 1992 (Cuba)
- Zelotes hospitus (Simon, 1897) (Índia)
- Zelotes hui Platnick & Song, 1986 (Kazakhstan, Xina)
- Zelotes humilis (Purcell, 1907) (Sud-àfrica)
- Zelotes hummeli Schenkel, 1936 (Kazakhstan, Xina)
- Zelotes icenoglei Platnick & Shadab, 1983 (EUA)
- Zelotes illustris Butt & Beg, 2004 (Pakistan)
- Zelotes ilotarum (Simon, 1884) (Grècia, Creta)
- Zelotes impexus (Simon, 1886) (Senegal)
- Zelotes incertissimus Caporiacco, 1934 (Líbia)
- Zelotes incisupalpis Levy, 1998 (Israel)
- Zelotes inglenook Platnick & Shadab, 1983 (EUA)
- Zelotes insulanus (L. Koch, 1867) (Grècia)
- Zelotes insulanus Dalmas, 1922 (Itàlia)
- Zelotes invidus (Purcell, 1907) (Sud-àfrica)
- Zelotes iriomotensis Kamura, 1994 (Japó)
- Zelotes ivieorum Platnick & Shadab, 1983 (Mèxic)
- Zelotes jabalpurensis Tikader & Gajbe, 1976 (Índia)
- Zelotes jamaicensis Platnick & Shadab, 1983 (Jamaica)
- Zelotes josephine Platnick & Shadab, 1983 (EUA)
- Zelotes katangae Giltay, 1935 (Congo)
- Zelotes kerimi (Pavesi, 1880) (Tunísia)
- Zelotes keumjeungsanensis Paik, 1986 (Xina, Corea)
- Zelotes kimi Paik, 1992 (Corea)
- Zelotes kimwha Paik, 1986 (Corea, Japó)
- Zelotes konarus Roewer, 1961 (Afganistan)
- Zelotes kuntzi Denis, 1953 (Iemen)
- Zelotes kusumae Tikader, 1982 (Índia)
- Zelotes laccus (Barrows, 1919) (EUA, Canadà)
- Zelotes laetus (O. P.-Cambridge, 1872) (Mediterrani, EUA, Mèxic, Perú, Hawaii)
- Zelotes laghmanus Roewer, 1961 (Afganistan)
- Zelotes lagrecai Di Franco, 1994 (Marroc)
- Zelotes lasalanus Chamberlin, 1928 (Amèrica del Nord)
- Zelotes latreillei (Simon, 1878) (Paleàrtic)
- Zelotes lavus Tucker, 1923 (Sud-àfrica)
- Zelotes liaoi Platnick & Song, 1986 (Xina)
- Zelotes lightfooti (Purcell, 1907) (Sud-àfrica)
- Zelotes listeri (Audouin, 1826) (Egipte)
- Zelotes lividus Mello-Leitão, 1943 (Argentina)
- Zelotes longestylus Simon, 1914 (França)
- Zelotes longinquus (L. Koch, 1866) (Algèria)
- Zelotes longipes (L. Koch, 1866) (Paleàrtic)
- Zelotes lymnophilus Chamberlin, 1936 (EUA)
- Zelotes maccaricus Di Franco, 1998 (Itàlia)
- Zelotes madagascaricus (Strand, 1907) (Madagascar)
- Zelotes maindroni (Simon, 1905) (Índia)
- Zelotes mandae Tikader & Gajbe, 1979 (Índia)
- Zelotes mandlaensis Tikader & Gajbe, 1976 (Índia)
- Zelotes manius (Simon, 1878) (Europa Meridional)
- Zelotes manzae (Strand, 1908) (Illes Canàries)
- Zelotes mayanus Chamberlin & Ivie, 1938 (Mèxic)
- Zelotes medianus Denis, 1935 (França)
- Zelotes mediocris (Kulczyn'ski, 1901) (Etiòpia)
- Zelotes meinsohni Denis, 1954 (Marroc)
- Zelotes meronensis Levy, 1998 (Israel)
- Zelotes mesa Platnick & Shadab, 1983 (EUA, Mèxic)
- Zelotes messinai Di Franco, 1995 (Itàlia)
- Zelotes mikhailovi Marusik, 1995 (Kazakhstan)
- Zelotes minous Chatzaki, 2003 (Creta)
- Zelotes miramar Platnick & Shadab, 1983 (Mèxic)
- Zelotes moestus (O. P.-Cambridge, 1898) (Mèxic)
- Zelotes monachus Chamberlin, 1924 (EUA, Mèxic)
- Zelotes monodens Chamberlin, 1936 (EUA)
- Zelotes montanus (Purcell, 1907) (Est, Sud-àfrica)
- Zelotes montivagus Tucker, 1923 (Sud-àfrica)
- Zelotes multidentatus (Strand, 1906) (Etiòpia)
- Zelotes mundus (Kulczyn'ski, 1897) (Hongria, Àustria, Romania, Rússia)
- Zelotes murcidus Simon, 1914 (França)
- Zelotes nainitalensis Tikader & Gajbe, 1976 (Índia)
- Zelotes naliniae Tikader & Gajbe, 1979 (Índia)
- Zelotes nannodes Chamberlin, 1936 (EUA)
- Zelotes nasikensis Tikader & Gajbe, 1976 (Índia)
- Zelotes natalensis Tucker, 1923 (Sud-àfrica)
- Zelotes neumanni (Strand, 1906) (Etiòpia)
- Zelotes nilgirinus Reimoser, 1934 (Índia)
- Zelotes nilicola (O. P.-Cambridge, 1874) (Mediterrani, Illes Canàries, EUA)
- Zelotes nitidus (Thorell, 1875) (Ucraïna)
- Zelotes oblongus (C. L. Koch, 1833) (Europa)
- Zelotes ocala Platnick & Shadab, 1983 (EUA)
- Zelotes occultus Tuneva & Esyunin, 2003 (Rússia)
- Zelotes olympi (Kulczyn'ski, 1903) (Turquia)
- Zelotes oneili (Purcell, 1907) (Sud-àfrica)
- Zelotes orenburgensis Tuneva & Esyunin, 2003 (Rússia)
- Zelotes ornatus Tucker, 1923 (Sud-àfrica)
- Zelotes oryx (Simon, 1879) (Marroc, Algèria)
- Zelotes ovambensis Lawrence, 1927 (Namíbia)
- Zelotes ovtsharenkoi Zhang & Song, 2001 (Xina)
- Zelotes pakistaniensis Butt & Beg, 2004 (Pakistan)
- Zelotes pallidipes Tucker, 1923 (Sud-àfrica)
- Zelotes paranaensis Mello-Leitão, 1947 (Brasil)
- Zelotes parascrutatus Levy, 1998 (Israel)
- Zelotes paroculus Simon, 1914 (França, Itàlia)
- Zelotes pediculatus Marinaro, 1967 (Algèria)
- Zelotes pedimaculosus Tucker, 1923 (Sud-àfrica)
- Zelotes perditus Chamberlin, 1922 (EUA)
- Zelotes petrensis (C. L. Koch, 1839) (Europa fins a l'Àsia central)
- Zelotes petrophilus Chamberlin, 1936 (EUA)
- Zelotes pexus (Simon, 1885) (Índia)
- Zelotes piceus (Kroneberg, 1875) (Tajikistan)
- Zelotes piercy Platnick & Shadab, 1983 (EUA)
- Zelotes pinos Platnick & Shadab, 1983 (EUA)
- Zelotes planiger Roewer, 1961 (Afganistan)
- Zelotes platnicki Zhang, Song & Zhu, 2001 (Xina)
- Zelotes plumiger (L. Koch, 1882) (Illes Balears)
- Zelotes pluridentatus Marinaro, 1967 (Algèria)
- Zelotes poecilochroaeformis Denis, 1937 (Algèria, Tunísia)
- Zelotes poonaensis Tikader & Gajbe, 1976 (Índia)
- Zelotes potanini Schenkel, 1963 (Rússia, Kazakhstan, Xina, Corea, Japó)
- Zelotes pseudoapricorum Schenkel, 1963 (Kazakhstan, Xina)
- Zelotes pseudopusillus Caporiacco, 1934 (Índia)
- Zelotes pseustes Chamberlin, 1922 (EUA, Mèxic)
- Zelotes pulchellus Butt & Beg, 2004 (Pakistan)
- Zelotes pulchripes (Purcell, 1908) (Sud-àfrica)
- Zelotes pullus (Bryant, 1936) (EUA)
- Zelotes puritanus Chamberlin, 1922 (Holàrtic)
- Zelotes pygmaeus Miller, 1943 (Europa fins a Kazakhstan)
- Zelotes pyrenaeus Di Franco & Blick, 2003 (França)
- Zelotes quadridentatus (Strand, 1906) (Tunísia)
- Zelotes radiatus Lawrence, 1928 (Namíbia)
- Zelotes rainier Platnick & Shadab, 1983 (EUA)
- Zelotes reduncus (Purcell, 1907) (Sud-àfrica)
- Zelotes reimoseri Roewer, 1951 (França)
- Zelotes remyi Denis, 1954 (Algèria)
- Zelotes rothschildi (Simon, 1909) (Etiòpia)
- Zelotes rufi Esyunin & Efimik, 1997 (Rússia)
- Zelotes rufipes (Thorell, 1875) (Ucraïna)
- Zelotes ruscinensis Simon, 1914 (Espanya, França, Itàlia, Marroc)
- Zelotes ryukyuensis Kamura, 1999 (Illes Ryukyu)
- Zelotes sajali Tikader & Gajbe, 1979 (Índia)
- Zelotes salensis Berland, 1936 (Illes Cap Verd)
- Zelotes sanmen Platnick & Song, 1986 (Xina)
- Zelotes santos Platnick & Shadab, 1983 (Mèxic)
- Zelotes sarawakensis (Thorell, 1890) (Pakistan fins a Borneo i Austràlia)
- Zelotes sardus (Canestrini, 1873) (França, Itàlia)
- Zelotes sataraensis Tikader & Gajbe, 1979 (Índia)
- Zelotes schmitzi (Kulczyn'ski, 1899) (Espanya, Madeira, Illes Canàries, EUA)
- Zelotes schoaensis (Strand, 1906) (Etiòpia)
- Zelotes sclateri Tucker, 1923 (Sud-àfrica)
- Zelotes scrutatus (O. P.-Cambridge, 1872) (Àfrica del Nord fins a l'Àsia central)
- Zelotes segrex (Simon, 1878) (Paleàrtic)
- Zelotes semibadius (L. Koch, 1878) (Azerbaijan)
- Zelotes semirufus (L. Koch, 1882) (Minorca, Itàlia)
- Zelotes shaked Levy, 1998 (Israel)
- Zelotes shantae Tikader, 1982 (Índia)
- Zelotes siculus (Simon, 1878) (Sicília)
- Zelotes sidama Caporiacco, 1941 (Etiòpia)
- Zelotes similis (Kulczyn'ski, 1887) (Europa)
  - Zelotes similis hungaricus Kolosváry & Loksa, 1944 (Hongria)
- Zelotes simoni (Purcell, 1907) (Sud-àfrica)
- Zelotes sindi Caporiacco, 1934 (Índia, Pakistan)
- Zelotes singroboensis Jézéquel, 1965 (Costa d'Ivori)
- Zelotes skinnerensis Platnick & Prentice, 1999 (EUA)
- Zelotes solitarius Lawrence, 1936 (Àfrica Meridional)
- Zelotes solstitialis Levy, 1998 (Creta, Israel)
- Zelotes spadix (L. Koch, 1866) (Espanya, Àfrica del Nord)
- Zelotes spinulosus Denis, 1958 (Afganistan)
- Zelotes stolidus (Simon, 1879) (Algèria, Líbia)
- Zelotes strandi (Nosek, 1905) (Turquia)
- Zelotes subaeneus (Simon, 1886) (Senegal)
- Zelotes subterraneus (C. L. Koch, 1833) (Paleàrtic)
- Zelotes sula Lowrie & Gertsch, 1955 (Holàrtic)
- Zelotes sumchi Levy, 1998 (Israel)
- Zelotes surekhae Tikader & Gajbe, 1976 (Índia)
- Zelotes talpa Platnick & Shadab, 1983 (Mèxic)
- Zelotes talpinus (L. Koch, 1872) (Europa)
- Zelotes tarsalis Fage, 1929 (Àfrica del Nord)
- Zelotes teidei Schmidt, 1968 (Illes Canàries)
- Zelotes tenuis (L. Koch, 1866) (Mediterrani, EUA)
- Zelotes tetramamillatus (Caporiacco, 1947) (Àfrica Oriental)
- Zelotes thomasi Caporiacco, 1949 (Kenya)
- Zelotes thorelli Simon, 1914 (Europa Meridional)
- Zelotes tongdao Yin, Bao & Zhang, 1999 (Xina)
- Zelotes tortuosus Kamura, 1987 (Japó)
- Zelotes tragicus (O. P.-Cambridge, 1872) (Israel)
- Zelotes trimaculatus Mello-Leitão, 1930 (Brasil)
- Zelotes tristellus (Tullgren, 1910) (Àfrica Oriental)
- Zelotes tristis (Thorell, 1871) (Suècia)
- Zelotes tsaii Platnick & Song, 1986 (Xina)
- Zelotes tuckeri Roewer, 1951 (Sud-àfrica)
- Zelotes tulare Platnick & Shadab, 1983 (EUA)
- Zelotes tullgreni Caporiacco, 1947 (Àfrica Oriental)
- Zelotes tuobus Chamberlin, 1919 (EUA, Canadà)
- Zelotes turanicus Charitonov, 1946 (Uzbekistan)
- Zelotes ubicki Platnick & Shadab, 1983 (Mèxic)
- Zelotes ungulus Tucker, 1923 (Sud-àfrica)
- Zelotes uniformis Mello-Leitão, 1941 (Argentina)
- Zelotes union Platnick & Shadab, 1983 (Mèxic)
- Zelotes univittatus (Simon, 1897) (Índia)
- Zelotes vespertilionis Tucker, 1923 (Sud-àfrica)
- Zelotes vespertinus (Thorell, 1875) (França, Itàlia, Bulgària, Macedònia)
- Zelotes villicoides Giltay, 1932 (Grècia)
- Zelotes viola Platnick & Shadab, 1983 (EUA)
- Zelotes viveki Gajbe, 2005 (Índia)
- Zelotes vryburgensis Tucker, 1923 (Sud-àfrica)
- Zelotes wuchangensis Schenkel, 1963 (Xina, Corea)
- Zelotes xerophilus Levy, 1998 (Israel)
- Zelotes xiaoi Yin, Bao & Zhang, 1999 (Xina)
- Zelotes yani Yin, Bao & Zhang, 1999 (Xina)
- Zelotes yinae Platnick & Song, 1986 (Xina)
- Zelotes yogeshi Gajbe, 2005 (Índia)
- Zelotes yosemite Platnick & Shadab, 1983 (EUA)
- Zelotes zellensis Grimm, 1982 (Alemanya, Àustria)
- Zelotes zephyrus Kamura, 1999 (Illes Ryukyu)
- Zelotes zhaoi Platnick & Song, 1986 (Rússia, Xina)
- Zelotes zhengi Platnick & Song, 1986 (Xina)
- Zelotes zhui Yang & Tang, 2003 (Xina)
- Zelotes zin Levy, 1998 (Israel)
- Zelotes zonatus (Holmberg, 1876) (Argentina)
- Zelotes zonognathus (Purcell, 1907) (Sud-àfrica)

### Zelotibia
Zelotibia Russell-Smith & Murphy, 2005
- Zelotibia acicula Russell-Smith & Murphy, 2005 (Congo)
- Zelotibia bicornuta Russell-Smith & Murphy, 2005 (Tanzània)
- Zelotibia cultella Russell-Smith & Murphy, 2005 (Congo)
- Zelotibia dolabra Russell-Smith & Murphy, 2005 (Congo)
- Zelotibia filiformis Russell-Smith & Murphy, 2005 (Congo, Burundi)
- Zelotibia flexuosa Russell-Smith & Murphy, 2005 (Congo, Ruanda)
- Zelotibia kaibos Russell-Smith & Murphy, 2005 (Kenya)
- Zelotibia major Russell-Smith & Murphy, 2005 (Burundi)
- Zelotibia mitella Russell-Smith & Murphy, 2005 (Congo)
- Zelotibia papillata Russell-Smith & Murphy, 2005 (Congo, Ruanda)
- Zelotibia paucipapillata Russell-Smith & Murphy, 2005 (Congo)
- Zelotibia scobina Russell-Smith & Murphy, 2005 (Congo)
- Zelotibia similis Russell-Smith & Murphy, 2005 (Burundi)
- Zelotibia simpula Russell-Smith & Murphy, 2005 (Congo, Kenya)
- Zelotibia supercilia Russell-Smith & Murphy, 2005 (Congo)

### Zimiromus
Zimiromus Banks, 1914
- Zimiromus aduncus Platnick & Shadab, 1976 (Panamà)
- Zimiromus atrifus Platnick & Höfer, 1990 (Brasil)
- Zimiromus beni Platnick & Shadab, 1981 (Bolívia, Brasil)
- Zimiromus bimini Platnick & Shadab, 1976 (Bahames)
- Zimiromus boistus Platnick & Höfer, 1990 (Brasil)
- Zimiromus brachet Platnick & Shadab, 1976 (Ecuador)
- Zimiromus buzios Brescovit & Buckup, 1998 (Brasil)
- Zimiromus canje Platnick & Shadab, 1979 (Guyana)
- Zimiromus chickeringi Platnick & Shadab, 1976 (Panamà)
- Zimiromus circulus Platnick & Shadab, 1976 (Perú)
- Zimiromus dorado Platnick & Shadab, 1979 (Perú)
- Zimiromus eberhardi Platnick & Shadab, 1976 (Colòmbia)
- Zimiromus exlineae Platnick & Shadab, 1976 (Ecuador)
- Zimiromus hortenciae Buckup & Brescovit, 1993 (Brasil)
- Zimiromus iotus (Banks, 1929) (Panamà)
- Zimiromus jamaicensis Platnick & Shadab, 1976 (Jamaica)
- Zimiromus kleini Buckup & Brescovit, 1993 (Brasil)
- Zimiromus kochalkai Platnick & Shadab, 1976 (Colòmbia)
- Zimiromus lawa Platnick & Shadab, 1981 (Surinam)
- Zimiromus lingua Platnick & Shadab, 1976 (Mèxic)
- Zimiromus lubricus (Simon, 1893) (Veneçuela, Trinidad)
- Zimiromus malkini Platnick & Shadab, 1976 (Nicaragua)
- Zimiromus medius (Keyserling, 1891) (Brasil)
- Zimiromus montenegro Buckup & Brescovit, 1993 (Brasil)
- Zimiromus muchmorei Platnick & Shadab, 1976 (Illes Verges)
- Zimiromus nadleri Platnick & Shadab, 1979 (Surinam)
- Zimiromus penai Platnick & Shadab, 1976 (Ecuador)
- Zimiromus piura Platnick & Shadab, 1976 (Perú)
- Zimiromus platnicki Brescovit & Höfer, 1994 (Bolívia)
- Zimiromus rabago Platnick & Shadab, 1976 (Colòmbia)
- Zimiromus racamus Buckup & Brescovit, 1993 (Brasil)
- Zimiromus reichardti Platnick & Shadab, 1976 (Brasil)
- Zimiromus rothi Platnick & Shadab, 1981 (Mèxic)
- Zimiromus sinop Platnick & Shadab, 1981 (Brasil)
- Zimiromus sununga Buckup & Brescovit, 1993 (Brasil)
- Zimiromus syenus Buckup & Brescovit, 1993 (Brasil)
- Zimiromus tapirape Brescovit & Buckup, 1998 (Brasil)
- Zimiromus tonina Platnick & Shadab, 1976 (Mèxic)
- Zimiromus tropicalis (Banks, 1909) (Costa Rica, Panamà)
- Zimiromus volksberg Platnick & Shadab, 1981 (Surinam)